# Schmale Straße 48 (Quedlinburg)

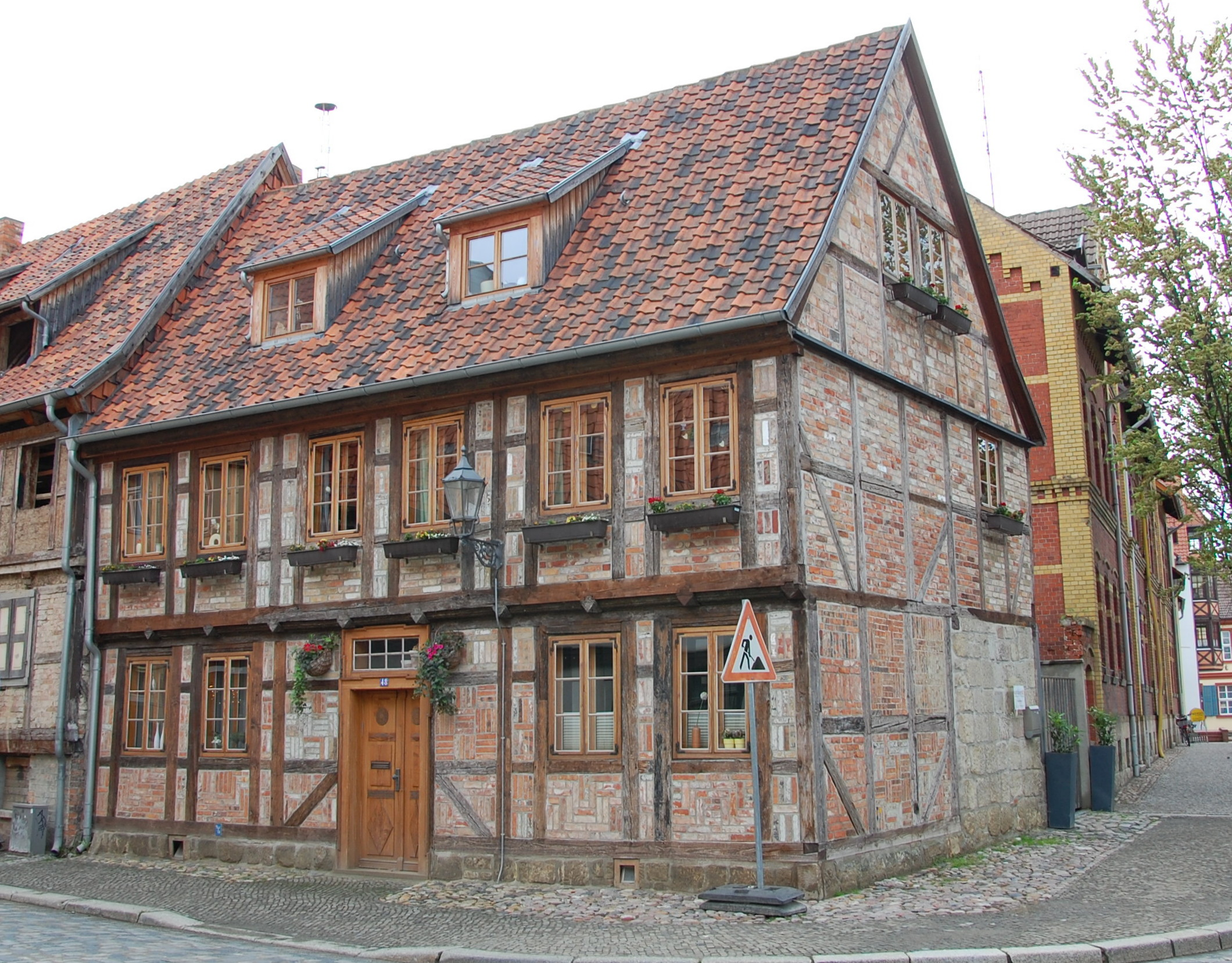
Haus Schmale Straße 48

Das Haus Schmale Straße 48 ist ein denkmalgeschütztes Gebäude in der Stadt Quedlinburg in Sachsen-Anhalt.

## Lage
Es befindet sich auf der Ostseite der Schmalen Straße, nördlich des Marktplatzes der Stadt in einer Ecklage an der Einmündung des Dippeplatzes auf die Schmale Straße und ist im Quedlinburger Denkmalverzeichnis als Wohnhaus eingetragen. Es gehört zum UNESCO-Weltkulturerbe. Nördlich grenzt das gleichfalls denkmalgeschützte Haus Schmale Straße 47 an.

## Architektur und Geschichte
Das zweigeschossige barocke Fachwerkhaus stammt aus dem späten 17. Jahrhundert und ist mit für die Bauzeit typischen Verzierungen versehen. Das obere Geschoss kragt etwas vor. Die Haustür ist im Stil des Klassizismus gestaltet. Im Jahr 2005 erfolgte eine Sanierung des Hauses durch das Architekturbüro qbatur. Die Wohnfläche beträgt heute etwa 110 m²